# Варшавський пакт
Варшавський пакт (ВП) або Варшавський договір, офіційно Договір про дружбу, співробітництво і взаємну допомогу, був угодою колективної оборони підписаною у Варшаві, Польща, між Радянським Союзом та сімома іншими соціалістичними республіками Східного блоку в Центральній та Східній Європі у травні 1955 року, під час Холодної війни. Термін "Варшавський пакт" часто використовується, як по відношенню до самої угоди, так і до утвореного в результаті оборонного альянсу, Організації варшавського договору (ОВД). Варшавський пакт був військовим складником до Ради економічної взаємодопомоги (РЕВ), регіональна економічна організація для соціалістичних держав Центральної та Східної Європи. Варшавський пакт був створений у відповідь на приєднання Західної Німеччини до Організації Північноатлантичного договору (НАТО) в 1955 році за підсумками Лондонської та Паризької конференцій 1954 року.
Під домінуванням Радянського Союзу Варшавський пакт був створений задля балансу сил або противага НАТО. Прямого військового протистояння між двома організаціями не було; натомість конфлікт вівся на ідеологічній основі та через посередницькі війни. І НАТО, і Варшавський пакт призвели до збільшення військових сил та їх інтеграції у відповідні блоки. Його найбільшою військовою операцією було вторгнення військ Варшавського договору до Чехословаччини у серпні 1968 року (за участю всіх країн пакту, крім Албанії та Румунії), що частково призвело до виходу Албанії з пакту менш ніж через місяць. Пакт почав руйнуватися з поширенням Революції 1989 року поміж Східним блоком, починаючи з руху Солідарності в Польщі, її успіху на виборах у липні 1989 року та Пан'європейського пікніку в серпні 1989 року.
Після цього Східна Німеччина вийшла з пакту внаслідок возз'єднання Німеччини у 1990 році. 25 лютого 1991 року на зустрічі в Угорщині міністри оборони та закордонних справ шести інших держав-учасниць оголосили про припинення дії пакту. Сам СРСР був розпущений у грудні 1991 року, хоча частина колишніх радянських республік невдовзі після цього утворили Організацію договору про колективну безпеку. У наступні 20 років кожна з країн Варшавського пакту за межами СРСР приєдналася до НАТО (Східна Німеччина через возз’єднання з Західною Німеччиною; та Чехія і Словаччина як окремі країни), як це зробили Балтійські країни, які були окуповані Союзом.

## Історія

### Початки

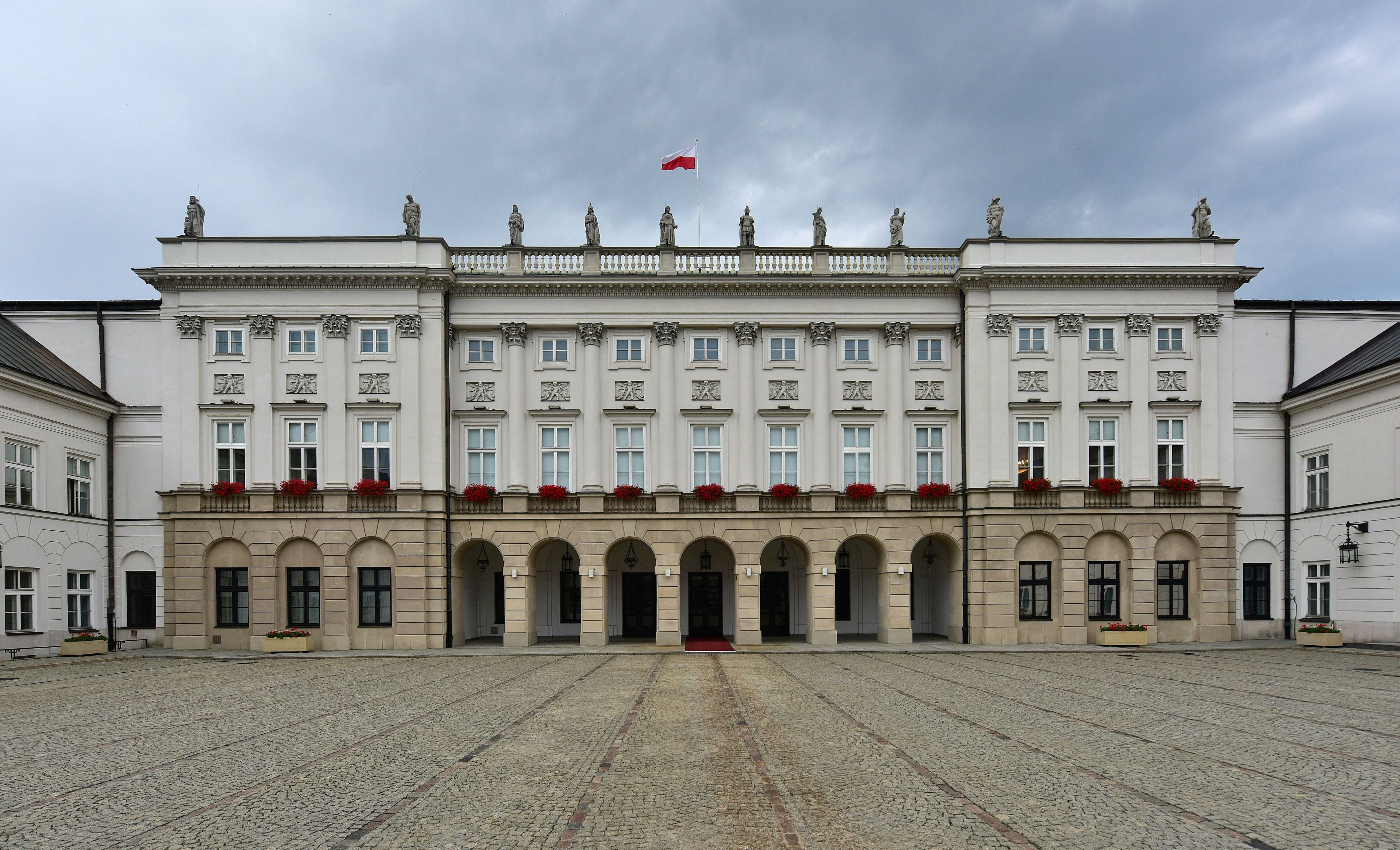
Президентський палац у Варшаві, Польща, де 14 травня 1955 року був створений і підписаний Варшавський пакт

Перед створенням Варшавського договору чехословацьке керівництво, побоюючись переозброєної Німеччини, прагнуло укласти пакт безпеки зі Східною Німеччиною та Польщею. Ці держави рішуче протестували проти ремілітаризації Західної Німеччини. Варшавський пакт був створений як наслідок переозброєння Західної Німеччини у складі НАТО. Радянські лідери, як і багато європейських лідерів з обох сторін Залізної завіси, побоювалися, що Німеччина знову стане військовою силою та стане прямою загрозою. Наслідки Німецького мілітаризму залишився свіжою пам’яттю серед Радянського Союзу і Східних Європейців. Оскільки Радянський Союз уже мав збройну присутність і політичне панування в усіх своїх східних державах-сателітах, пакт довгий час вважався «зайвим»., і через поспішний спосіб, у який він був задуманий, офіційні особи НАТО назвали його "картонним замком".

Залізна завіса (чорна лінія)
країни Варшавського пакту
країни НАТО
військово нейтральні країни
Югославія, член Руху неприєднання
Чорна крапка позначає Західний Берлін, анклав пов'язаний з Західною Німеччиною. Албанія відмовилася від підтримки Варшавського пакту в 1961 році через Радянсько-албанський розкол і офіційно вийшла в 1968 році.

СРСР, побоюючись відновлення німецького мілітаризму в Західній Німеччині, запропонував у 1954 році приєднатися до НАТО, але це було відхилено США.
Радянський запит на вступ до НАТО виник після Берлінської конференції січня–лютого 1954 року. Міністр закордонних справ СРСР Молотов вніс пропозицію щодо возз'єднання Німеччини та проведення виборів для загальнонімецького уряду, на умовах виведення військ чотирьох країн та Німецького нейтралітету, але це було відхилено іншими міністрами закордонних справ, Даллесом (США), Іденом (СК), та Бідо (Франція). Пропозиції щодо возз’єднання Німеччини не були чимось новим: раніше, 20 березня 1952 року, розмови про возз’єднання Німеччини, розпочаті т.зв. 'Сталінською нотою', завершилися після наполягання Сполученого Королівства, Франції, та Сполучених Штатів що об'єднана Німеччина не повинна бути нейтральною та повинна бути вільною долучитися до Європейського оборонного товариства (ЄОТ) та переозброїтися. Джеймс Данн (США), на зустрічі в Парижі з Іденом, Аденауером, та Робером Шуманом (Франція), підтвердив, що «метою має бути уникнення дискусій з росіянами та акцент на Європейському оборонному співтоваристві».
За словами Джона Геддіса, «у західних столицях було мало бажання вивчати цю пропозицію» від СРСР.
У той час як історик Рольф Штайнінгер стверджує, що переконання Аденауера в тому, що «нейтралізація означає радянізацію», було головним чинником відхилення радянських пропозицій, Аденауер також побоювався, що об'єднання Німеччини могло призвести до кінця провідної політичної сили ХДС у західнонімецькому бундестазі.
Отже, Молотов, побоюючись, що ЄОТ буде спрямована в майбутньому проти СРСР і «прагнучи запобігти утворенню груп європейських держав, спрямованих проти інших європейських держав», зробив пропозицію щодо Загальноєвропейського договору про колективну безпеку в Європі, «відкритого для всіх європейських держав, незалежно від їхніх соціальних систем». який включав би об’єднану Німеччину (таким чином роблячи ЄОТ застарілим). Але Іден, Даллес і Бідо виступили проти цієї пропозиції.
Через місяць запропонований Європейський договір був відхилений не лише прихильниками ЄОТ, але й західними противниками Європейського оборонного співтовариства (як французький лідер голлізму Гастон Палевський) який сприйняв його як «неприйнятний у його нинішньому вигляді, оскільки він виключає США з участі в системі колективної безпеки в Європі». Після цього Радянський Союз вирішив зробити нову пропозицію урядам США, Великої Британії та Франції взяти участь США в запропонованій Генеральній європейській угоді. Іншим аргументом проти радянської пропозиції було те, що західні держави вважали її «спрямованою проти Північноатлантичного пакту та його ліквідації», Ради вирішили заявити про свою «готовність спільно з іншими зацікавленими сторонами розглянути питання про участь СРСР у Північноатлантичному блоці», уточнивши, що «прийняття США до Загальноєвропейської угоди не повинно залежати від згоди трьох західних держав на приєднання СРСР до Північноатлантичного пакту».

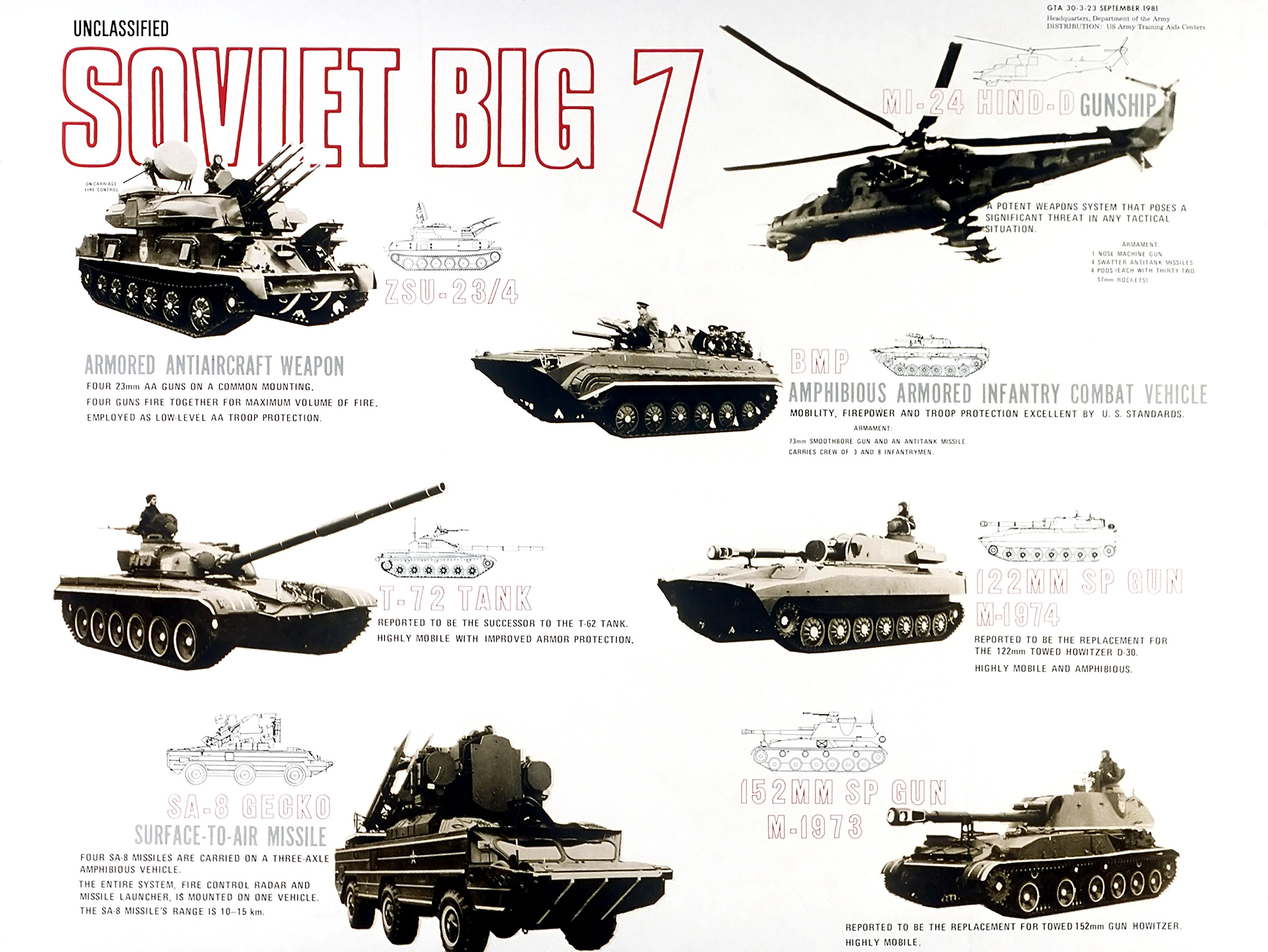
Плакат із загрозами "Радянська велика сімка", на якому зображено техніку військ країн Варшавського пакту

І знову всі пропозиції, включно з проханням про вступ до НАТО, були відхилені урядами Великої Британії, США та Франції незабаром після цього. Емблематичною була позиція британського генерала Гастінгса Ісмея, затятого прихильника розширення НАТО. Він виступав проти прохання СРСР вступити в НАТО в 1954 році кажучи, що "радянський запит на вступ до НАТО схожий на те, що нерозкаяний грабіжник просить приєднатися до поліції".
У квітні 1954 року Аденауер здійснив свій перший візит в США для зустрічі з Ніксоном, Ейзенхауером, та Даллесом. Ратифікація ЄОТ була відкладена, але представники США дали зрозуміти Аденауеру, що ЄОТ має стати частиною НАТО.
Спогади про нацистську окупацію були ще сильними, і Франція також боялася переозброєння Німеччини. 30 серпня 1954 року парламент Франції відхилив ЄОТ, забезпечивши таким чином його провал і блокування основної мети політики США щодо Європи: військово асоціювати Західну Німеччину із Заходом. Державний департамент США почав розробляти альтернативи: Західній Німеччині буде запропоновано приєднатися до НАТО або, у випадку французького обструкціонізму, будуть реалізовані стратегії обходу французького вето, щоб отримати переозброєння Німеччини поза НАТО.

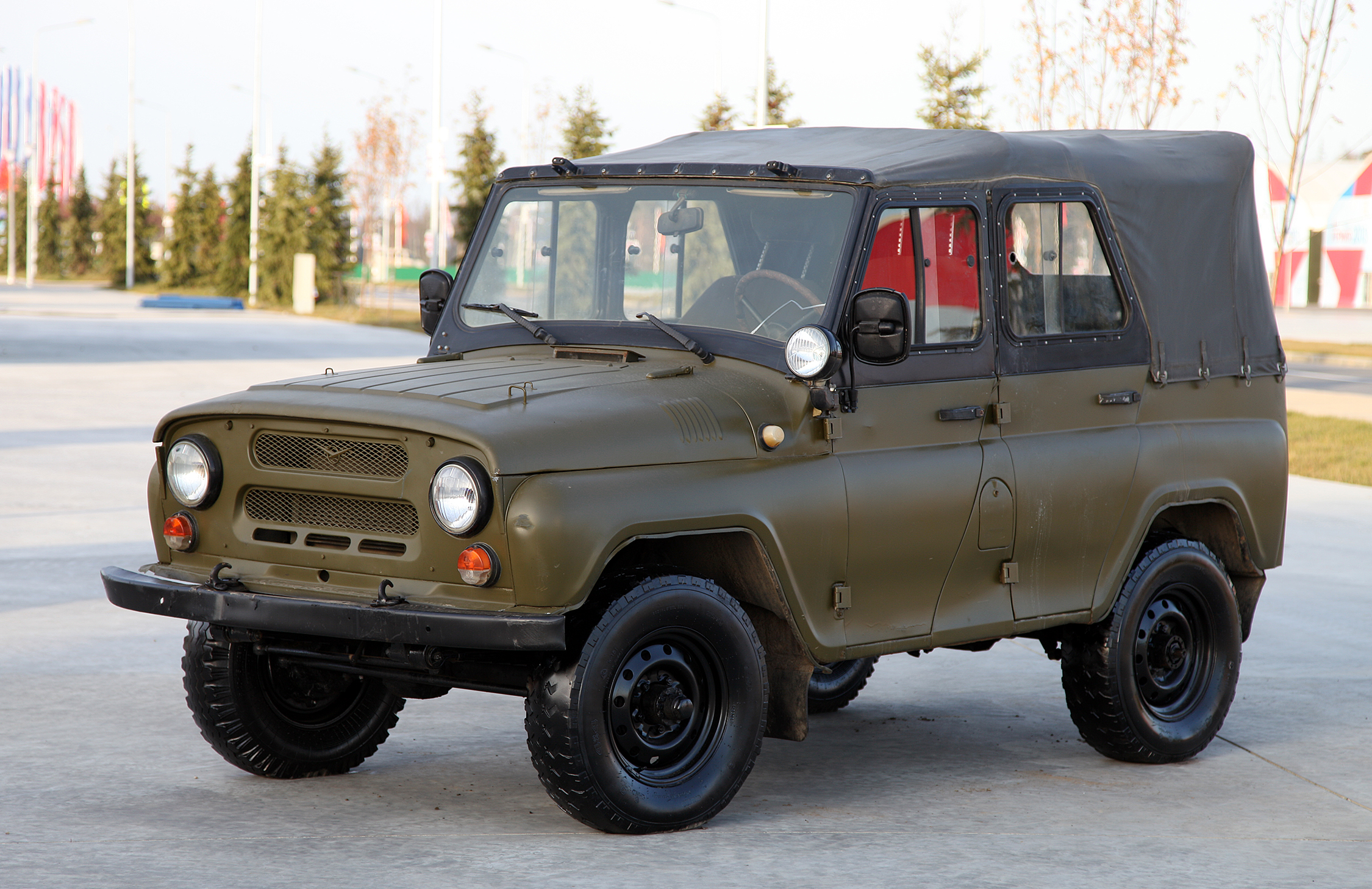
Типовий радянський військовий позашляховик УАЗ-469, використовуваний більшістю країн Варшавського пакту

23 жовтня 1954 року було остаточно прийнято рішення про вступ Федеративної Республіки Німеччина до Північноатлантичного пакту. Приєднання Західної Німеччини до організації 9 травня 1955 року Халвард Ланге, міністр закордонних справ Норвегії, назвав «вирішальним поворотним моментом в історії нашого континенту». У листопаді 1954 року СРСР звернувся з проханням про новий Договір про європейську безпеку, щоб зробити останню спробу уникнути ремілітаризованої Західної Німеччини, яка потенційно може протистояти Радянському Союзу, але безуспішно.
14 травня 1955 року СРСР і сім інших східноєвропейських країн «знову підтверджують своє прагнення до створення системи європейської колективної безпеки, заснованої на участі всіх європейських держав, незалежно від їх суспільних і політичних систем». створили Варшавський пакт у відповідь на інтеграцію Федеративної Республіки Німеччина в НАТО, заявляючи, що: «ремілітаризована Західна Німеччина та інтеграція останньої в Північноатлантичний блок [...] збільшують небезпеку нової війни та становлять загрозу національній безпеці миролюбних держав; [...] в за цих обставин миролюбні європейські держави повинні вжити необхідних заходів для забезпечення своєї безпеки».
Один із засновників, Східна Німеччина, було дозволено переозброїтися Радянським Союзом, і Національна народна армія була створена як збройні сили країни для протидії переозброєнню Західної Німеччини.
У листопаді 1956 року, Радянські війська вторглися до Угорщини та придушили Угорську революцію. 
Після цього СРСР уклав двосторонні 20-річні договори з Польщею (17 грудня 1956), НДР (12 березня 1957), Румунією (15 квітня 1957; Микита Хрущов вивів їх з Румунії у квітні 1958 року) and Угорщиною (27 травня 1957) що радянські війська були розміщені в цих країнах.

### Члени

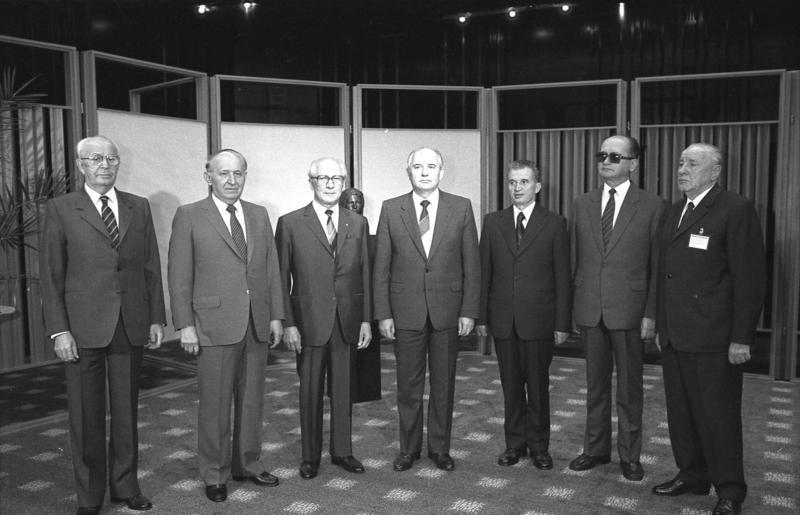
Зустріч семи представників країн Варшавського договору в Східному Берліні у травні 1987. зліва на право: Ґустав Гусак, Тодор Живков, Еріх Гонекер, Михайло Горбачов, Ніколае Чаушеску, Войцех Ярузельський, та Янош Кадар

Засновниками, які підписали Пакт, були наступні комуністичні уряди:
- Народна Соціалістична Республіка Албанія (відмовився від підтримки в 1961 році через Радянсько-албанський розкол, але офіційно вийшла 13 вересня 1968 року)
- Народна Республіка Болгарія[56]
- Чехословацька Соціалістична Республіка[56]
- Східна Німеччина (Німецька Демократична Республіка; офіційно вийшла 24 вересня 1990 року, готуючись до возз'єднання Німеччини, за згодою Радянського Союзу та «чудовою, але малопоміченою» церемонією, яка повністю припинила своє існування опівночі 3 жовтня.)[57][58][59][60][61]
- Угорська Народна Республіка (тимчасово вийшла з 1–4 листопада 1956 під час в Угорської революції)[56]
- Польська Народна Республіка[56]
- Соціалістична Республіка Румунія (єдиний незалежний постійний нерадянський член Варшавського пакту, який звільнився від статусу радянського сателіта[en] на початку 1960-х років)[1][2]
- Радянський Союз[56]

### Спостерігачі
Монголія: У липні 1963 року Монгольська Народна Республіка попросила приєднатися до Варшавського пакту відповідно до статті 9 договору. За рахунок виникнення Радянсько-китайського розколу, Монголія залишилася в статусі спостерігача. Це був перший випадок блокування радянської ініціативи нерадянським членом Варшавського договору, Румунія заблокувала приєднання Монголії до Варшавського пакту. Радянський уряд погодився розмістити війська в Монголії в 1966 році.
Спершу, КНР, Північна Корея, та В'єтнам мали статус спостерігача, але Китай вийшов після Радянсько-китайського розколу на початку 1960-х.

### Під час холодної війни

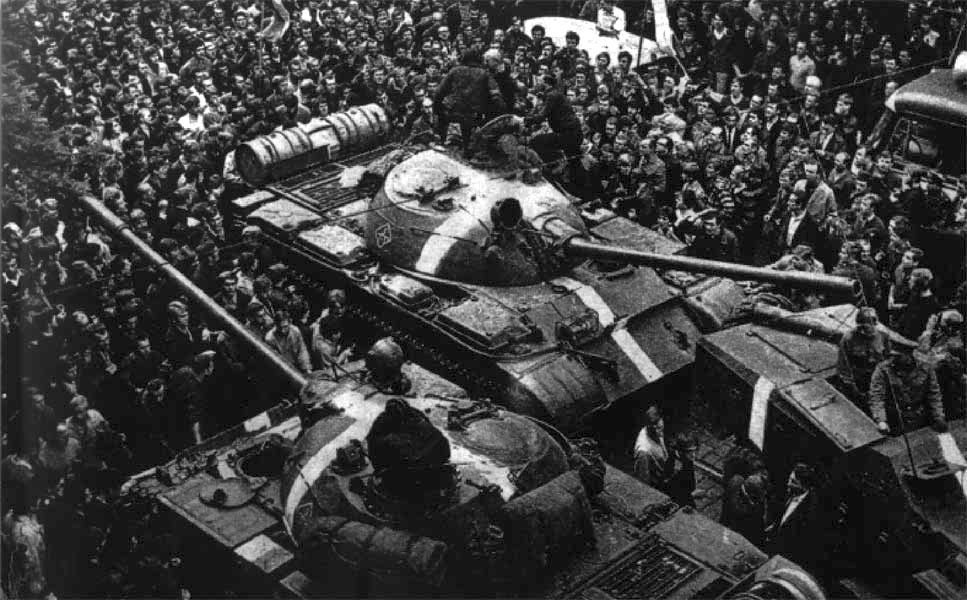
Радянські танки, позначені білими хрестами, щоб відрізняти їх від чехословацьких танків, на вулицях Праги під час вторгнення Варшавського пакту до Чехословаччини, 1968

За 36 років, НАТО і Варшавський пакт ніколи безпосередньо не вели війни один проти одного в Європі; Сполучені Штати, Радянський Союз і їхні відповідні союзники впроваджували стратегічну політику, спрямовану на стримування одне одного в Європі, одночасно працюючи та борючись за вплив у ширшій Холодній війні на міжнародній арені. До них належали Корейська війна, Війна у В'єтнамі, вторгнення у затоці Свиней, Брудна війна, Кампучійсько-в'єтнамський конфлікт, та інші.

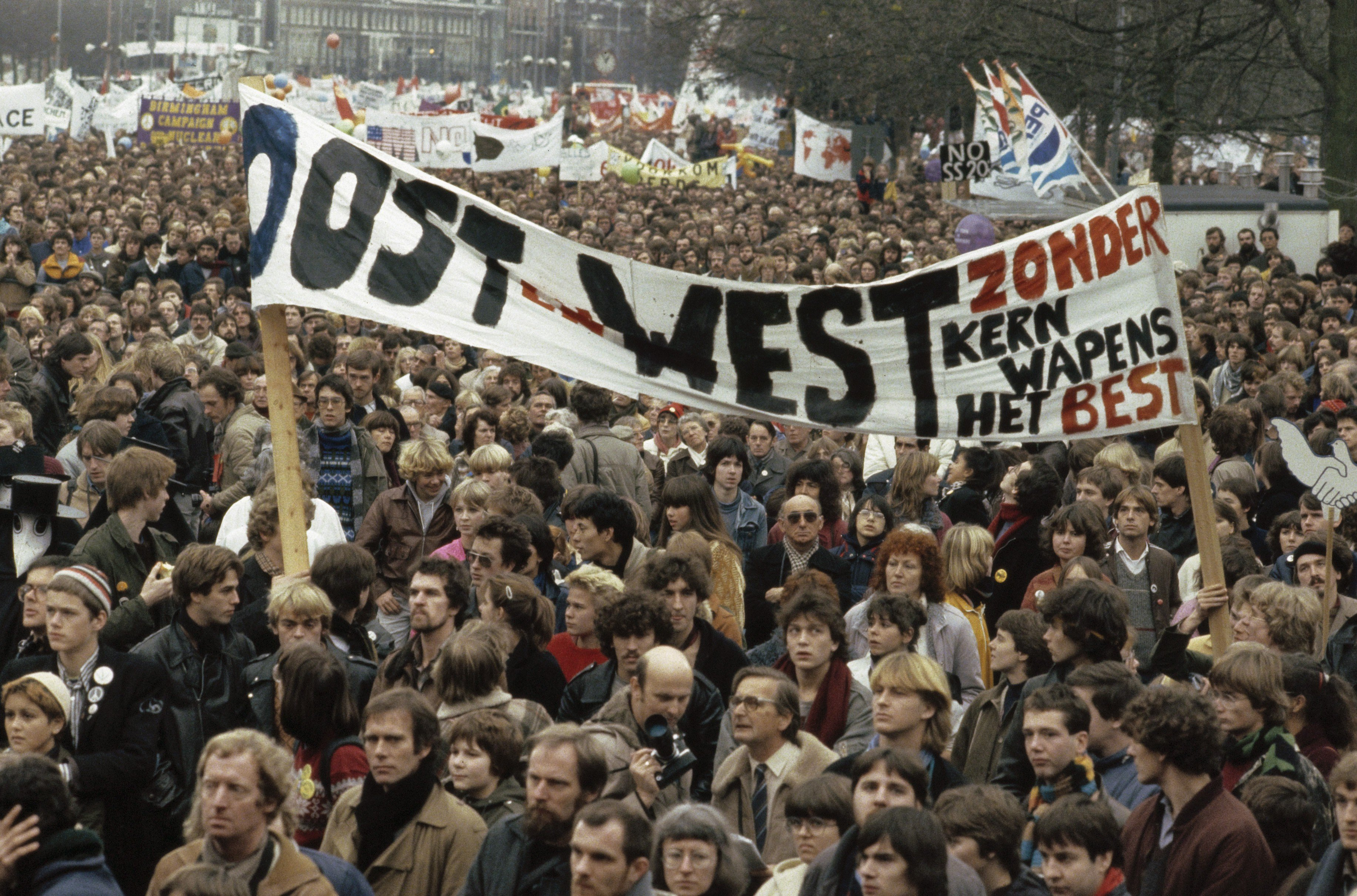
Протест в Амстердамі проти ядерних перегонів між НАТО та Варшавським договором, 1981 рік

У 1956 році, після заяви уряду Імре Надя про вихід Угорщини з Варшавського пакту, радянські війська увійшли в країну та усунули уряд. Радянські війська придушили загальнонаціональне повстання, що призвело до загибелі приблизно 2500 угорських громадян.
Єдиною спільною дією багатонаціональних комуністичних збройних сил було вторгнення Варшавського пакту до Чехословаччини у серпні 1968. Усі країни-члени, за винятком Соціалістичної Республіки Румунії та Народної Республіки Албанії брали участь у вторгненні. Німецька Демократична Республіка надала лише мінімальну підтримку.

### Кінець холодної війни

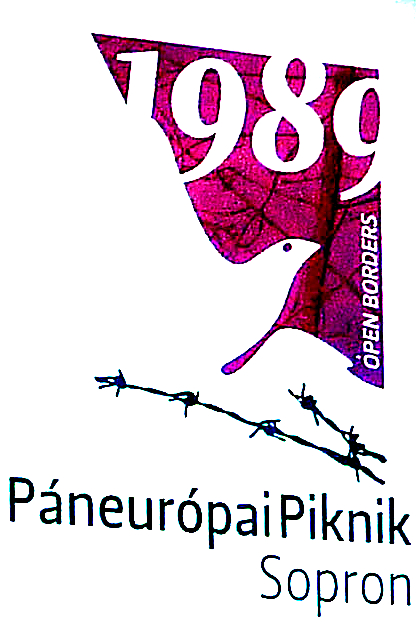
Пан'європейський пікнік відбувся на угорсько-австрійському кордоні в 1989 році.

У 1989 році народне громадське та політичне невдоволення населення повалило комуністичні уряди країн Варшавського пакту. Початком кінця Варшавського договору, незалежно від військової сили, був Пан'європейський пікнік у серпні 1989 року. Подія, яка сходить до ідеї Отто фон Габсбурга, викликало масовий втечу громадян НДР, а поінформоване ЗМІ населення Східної Європи відчуло втрату влади своїх правителів і Залізна завіса зламалася остаточно. Хоча новий уряд Польщі «Солідарність» під керівництвом Леха Валенси спочатку запевняв Радянську державу, що він залишиться в Пакті, це розірвало рамки Східної Європи, яку більше не міг утримувати разом у військовому плані Варшавський пакт. Незалежна національна політика, яка стала можливою за допомогою перебудови та політики ліберальної гласності виявили недоліки та провали (тобто моделі планової економіки радянського типу) і спричинили інституційний крах комуністичного уряду в СРСР у 1991 році. З 1989 по 1991 рік комуністичні уряди були повалені в Албанії, Польщі, Угорщині, Чехословаччині, Східній Німеччині, Румунії, Болгарії, Югославії та Радянському Союзі.
Коли розгорталися останні акти холодної війни, кілька держав Варшавського договору (Польща, Чехословаччина та Угорщина) взяли участь у зусиллях коаліції під проводом США зі звільнення Кувейту на війні в Перській затоці.
25 лютого 1991 року на зустрічі міністрів оборони та закордонних справ решти країн Договору в Угорщині було оголошено про розпуск Варшавського пакту. 1 липня 1991 року в Празі президент Чехословаччини Вацлав Гавел формально припинив дію Організації дружби, співробітництва та взаємодопомоги Варшавського договору 1955 року і таким чином розірвав Варшавський договір після 36 років військового союзу з СРСР. У грудні 1991 року СРСР саморозпався.

## Структура
Організація Варшавського договору була подвійною: Політичний консультативний комітет вирішував політичні питання, а Об'єднане командування збройних сил Пакту контролювало призначені багатонаціональні сили зі штабом у Варшаві, Польща. 
Хоча зовні схожий на альянс колективної безпеки, Варшавський пакт суттєво відрізнявся від НАТО. De jure, вісім країн-членів Варшавського договору зобов'язалися взаємно захищати будь-якого члена, який зазнав би нападу; відносини між підписантами договору ґрунтувалися на взаємній основі невтручання у внутрішніх справах країн-учасниць, поваги до національного суверенітету та політичної незалежності.
Однак, de facto, Пакт був прямим відображенням авторитаризму СРСР і беззаперечного панування над Східним блоком, у контексті такзваної Радянської імперії, що було непорівнювано з впливом Сполученими Штатами на Західний блок. Усі командири Варшавського пакту мали бути і були старшими офіцерами Радянського Союзу й одночасно призначеними на невизначений термін: Верховний Головнокомандувач Об'єднаних Збройних Сил Організації Варшавського Договору, який командував і контролював усі військові сили країн-членів, також був першим заступником Міністром оборони СРСР та Начальник Об’єднаного штабу Об’єднаних збройних сил Організації Варшавського договору також був першим заступником Начальника Генерального штабу Збройних сил СРСР. Напротивагу, Генеральний секретар НАТО та Голова Військового комітету НАТО є позиціями з фіксованими каденції проводиться на основі випадкової ротації офіційними особами з усіх країн-членів на основі консенсусу.
Незважаючи на американську гегемонію (переважно військову та економічну) над НАТО, усі рішення Північноатлантичного альянсу вимагали одностайного консенсусу в Північноатлантичній раді і входження країн до альянсу не було предметом домінування, а радше природним демократичним процесом. У Варшавському пакті рішення приймалися лише Радянським Союзом; країни Варшавського пакту не були в однаковій мірі здатні вести переговори ні про вступ до Договору, ні про прийняті рішення.

### Румунія та Албанія

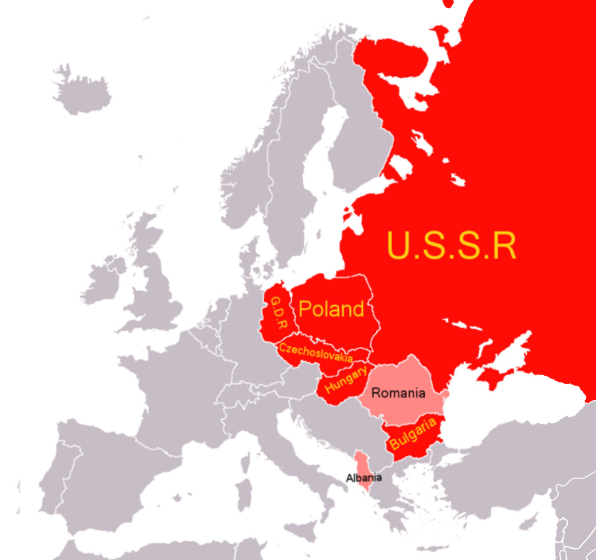
Варшавський договір перед вторгненням у Чехословаччину в 1968 році, на якому зображено Радянський Союз і його сателітів (червоним) і двох незалежних нерадянських членів: Румунію та Албанію (рожевий)

Румунія і до 1968 року Албанія - були винятками. Разом з Югославією, яка розірвала стосунки з Радянським Союзом до створення Варшавського пакту ці три країни повністю відкинули радянську доктрину, сформульовану для Договору. Албанія офіційно вийшла з організації в 1968 році на знак протесту проти її вторгнення в Чехословаччину. Румунія мала власні причини залишатися офіційним членом Варшавського договору, наприклад зацікавленість Ніколае Чаушеску у збереженні загрози вторгнення Пакту, щоб він міг продати себе як націоналіста, а також привілейований доступ до партнерів з НАТО та місце на різноманітних європейських форумах, яких інакше він не мав би (наприклад, Румунія та очолювана Радянським Союзом решта членів Варшавського пакту утворили дві окремі групи в розробці Гельсінського заключного акту.). Коли Андрій Гречко прийняв на себе командування Варшавським пактом, як Румунія, так і Албанія практично відійшли від Договору. На початку 1960-х років Гречко ініціював програми, спрямовані на запобігання поширенню румунських доктринальних єресей на інших членів Пакту. Румунська доктрина територіальної оборони загрожувала єдності та згуртованості Пакту. Жодній іншій країні не вдалося так вийти з Варшавського договору, як Румунії та Албанії. Наприклад, опорою танкових військ Румунії були зразки місцевої розробки. Востаннє радянські війська були введені в Румунію в 1963 році в рамках навчань Варшавського пакту. Після 1964 року Червоній армії було заборонено повертатися до Румунії, оскільки країна відмовилася брати участь у спільних навчаннях Пакту.

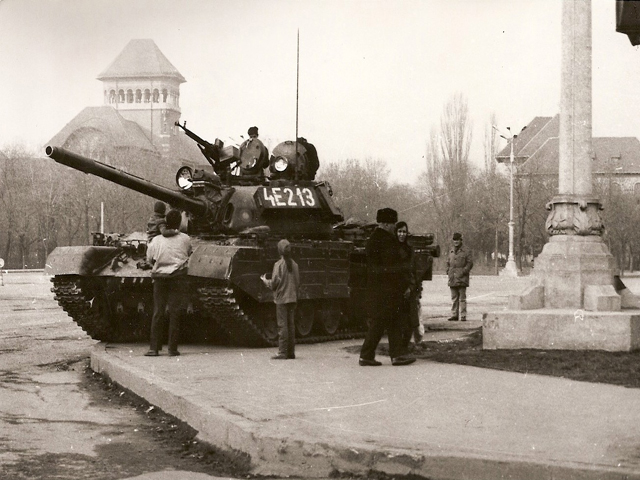
Румунський танк TR-85 у грудні 1989 (Румунські танки TR-85 і TR-580 були єдиними нерадянськими танками в Варшавському договорі, на які були накладені обмеження згідно з договору ЗЗСЄ 1990 року)

Ще до приходу Ніколае Чаушеску Румунія була фактично незалежною країною, на відміну від решти країн Варшавського пакту. Певною мірою вона була навіть більш незалежною, ніж Куба (комуністична держава, яка не була членом Варшавського договору). Румунський режим був значною мірою несприйнятливим до радянського політичного впливу, і Чаушеску був єдиним оголошеним противником гласності та перебудови. Зважаючи на суперечливі відносини між Бухарестом і Москвою, Захід не покладав на Радянський Союз відповідальності за політику, яку проводив Бухарест. Цього не було в інших країнах регіону, наприклад Чехословаччині та Польщі. На початку 1990 року міністр закордонних справ СРСР Едуард Шеварднадзе неявно підтвердив відсутність радянського впливу на Румунію часів Чаушеску. На запитання, чи ,був сенс йому відвідати Румунію менш ніж через два тижні після революції, Шеварднадзе наполягав, що лише особисто поїхавши до Румунії, він зможе зрозуміти, як «відновити радянський вплив».
У 1958 році Румунія вимагала повного виведення Червоної армії зі своєї території та досягла цього. Румунська кампанія за незалежність досягла кульмінації 22 квітня 1964 року, коли Комуністична партія Румунії оприлюднила декларацію, в якій проголошувалося, що: «Кожна марксистсько-ленінська партія має суверенне право. «розробляти, вибирати або змінювати форми і методи соціалістичного будівництва». і «Немає партії «батьківщини» і партії «потомства», немає «вищих» і «підпорядкованих» партій, а є лише велика сім’я комуністичних і робітничих партій, які мають рівні права», а також «єдиних шаблонів і рецептів немає і бути не може». Це означало проголошення політичної та ідеологічної незалежності від Москви.

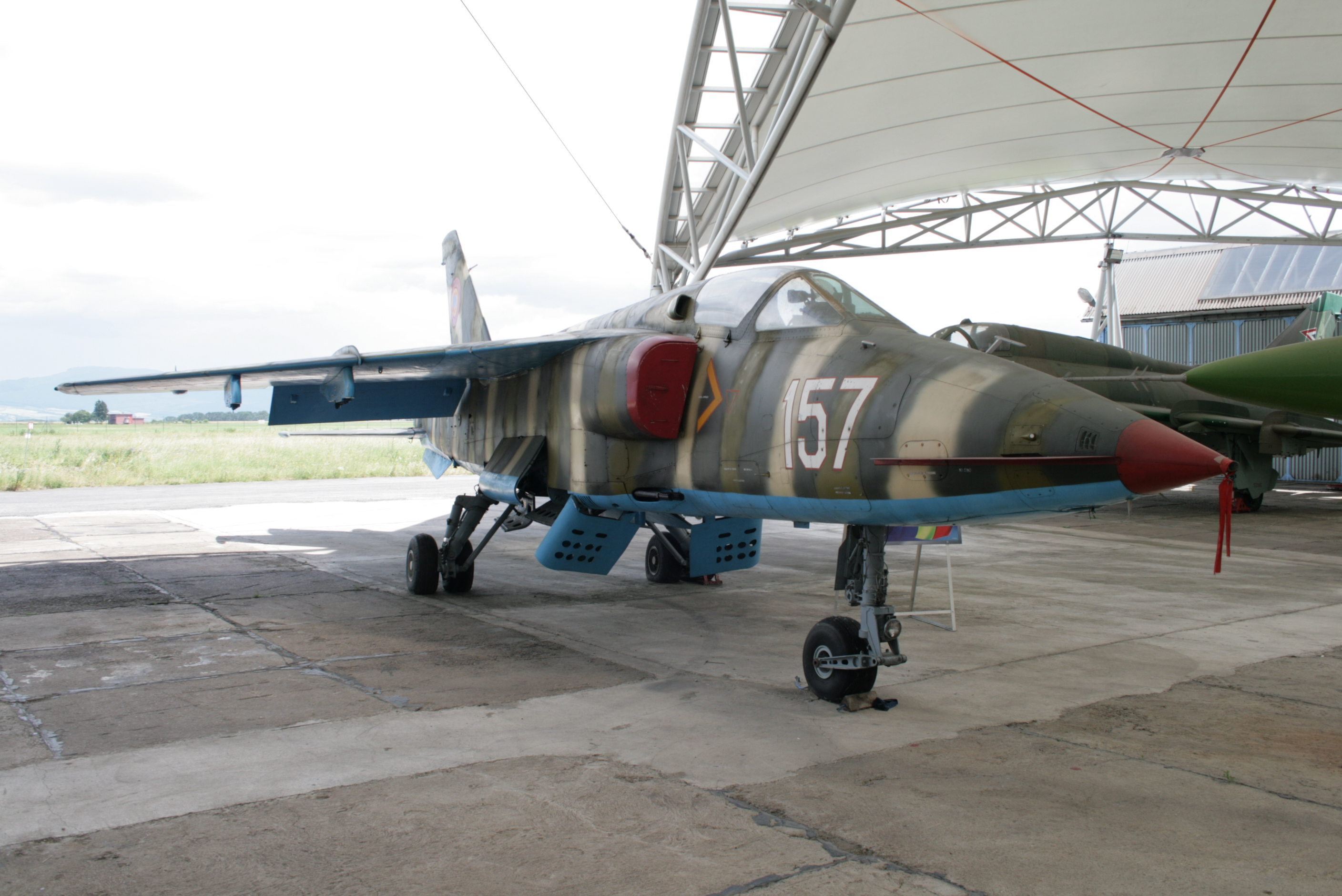
Румунський IAR-93 Vultur був єдиним бойовим літаком, розробленим і виготовленим нерадянським членом Варшавського пакту.

Після виходу Албанії з Варшавського договору Румунія залишилася єдиним членом Договору з незалежною військовою доктриною, яка заперечувала використання Радянським Союзом своїх збройних сил і уникала абсолютної залежності від радянських джерел військової техніки. Румунія була єдиним нерадянським членом Варшавського пакту, який не був зобов'язаний військово захищати Радянський Союз у разі збройного нападу. Болгарія та Румунія були єдиними членами Варшавського пакту, на території яких не було радянських військ. У грудні 1964 року Румунія стала єдиним членом Варшавського договору (за винятком Албанії, яка повністю вийшла з Договору протягом 4 років), з якого були виведені всі радянські радники, включно з розвідкою та службами безпеки. Румунія не тільки не брала участі в спільних операціях з КДБ, але й створила «відділи, які спеціалізувалися на контррозвідці проти КДБ».
Румунія була нейтральною в Радянсько-китайському розколі. Її нейтралітет у китайсько-радянській суперечці разом із невеликою комуністичною країною, яка має найбільший вплив у світових справах, дозволили Румунії бути визнаною світом «третьою силою» комуністичного світу. Незалежність Румунії — досягнута на початку 1960-х років завдяки її звільненню від статусу радянського сателіта - Москва терпіла, оскільки Румунія не межувала з Залізною завісою - в оточенні соціалістичних держав - і тому, що її правляча партія не збиралася відмовлятися від комунізму.
Хоча певні історики, такі як Роберт Кінг і Денніс Делетант, виступають проти використання терміна «незалежна» для опису відносин Румунії з Радянським Союзом, віддаючи перевагу «автономії» натомість через продовження членства країни як у РЕВ, так і в Варшавському договорі разом з її відданістю соціалізму, цей підхід не може пояснити, чому Румунія заблокувала в липні 1963 року включення Монголії  до Варшавського пакту, чому в листопаді 1963 року Румунія проголосувала за резолюцію ООН про створення без'ядерної зони в Латинській Америці, тоді як інші соціалістичні країни утрималися, або чому в 1964 році Румунія виступила проти запропонованої Радянським Союзом «сильної колективної відповіді» проти Китаю (і це приклади лише періоду 1963-1964 рр.). Радянська дезінформація намагалася переконати Захід, що розширення повноважень Чаушеску було фальсифікацією за потуранням Москві. Певною мірою це спрацювало, оскільки деякі історики побачили руку Москви за кожною румунською ініціативою. Наприклад, коли Румунія стала єдиною східноєвропейською країною, яка підтримувала дипломатичні відносини з Ізраїлем, деякі історики припустили, що це було примхою Москви. Однак ця теорія зазнає краху при найближчому розгляді. Навіть під час холодної війни деякі вважали, що дії Румунії були зроблені за вказівкою Рад, але радянський гнів на ці дії був «переконливо справжнім». По правді кажучи, Радянський Союз час від часу публічно приєднувався до Заходу проти румунів.

## Стратегія
Стратегія формування Варшавського пакту була зумовлена бажанням Радянського Союзу запобігти використанню Центральної та Східної Європи як баз для своїх ворогів. Її політика також була зумовлена ідеологічними та геостратегічними причинами. Ідеологічно Радянський Союз привласнив собі право визначати соціалізм і комунізм і виступати лідером світового соціалістичного руху. Наслідком цього була необхідність втручання, якщо здавалося, що країна порушує основні соціалістичні ідеї, прямо зазначені в Доктрині Брежнєва.

### Значні військові навчання
- "Щецин[en]" (Польща, 1962)
- "Влтава" (Чехословаччина, 1966)
- Операція «Родопа» (Болгарія, 1967)
- "Одер-Нейсе" (Східна Німеччина, 1969)
- Дружба 84 (Польща, 1984)
- Щит 84' (Чехословаччина, 1984)[110]

## НАТО і Варшавський пакт: порівняння двох сил

### Сили НАТО і Варшавського пакту в Європі
|                                                 | оцінки НАТО | оцінки НАТО      | оцінки Варшавського пакту | оцінки Варшавського пакту |
| Тип                                             | НАТО        | Варшавський пакт | НАТО                      | Варшавський пакт          |
| Персонал                                        | 2,213,593   | 3,090,000        | 3,660,200                 | 3,573,100                 |
| Бойових літаків                                 | 3,977       | 8,250            | 7,130                     | 7,876                     |
| Загалом ударних літаків                         | NA          | NA               | 4,075                     | 2,783                     |
| Гелікоптерів                                    | 2,419       | 3,700            | 5,720                     | 2,785                     |
| Пускових установок тактичних ракет              | NA          | NA               | 136                       | 1,608                     |
| Танків                                          | 16,424      | 51,500           | 30,690                    | 59,470                    |
| Протитанкових засобів                           | 18,240      | 44,200           | 18,070                    | 11,465                    |
| Броньованих бойових машин                       | 4,153       | 22,400           | 46,900                    | 70,330                    |
| Артилерії                                       | 14,458      | 43,400           | 57,060                    | 71,560                    |
| Інших броньованих машин                         | 35,351      | 71,000           |                           |                           |
| Бронетранспортерні пускові містки               | 454         | 2,550            |                           |                           |
| Системи ППО                                     | 10,309      | 24,400           |                           |                           |
| Підводних човнів                                |             |                  | 200                       | 228                       |
| Ядерних підводних човнів                        |             |                  | 76                        | 80                        |
| Великих надводних кораблів                      |             |                  | 499                       | 102                       |
| Авіанесучих кораблів                            |             |                  | 15                        | 2                         |
| Авіанесучі кораблі, озброєні крилатими ракетами |             |                  | 274                       | 23                        |
| Десантні кораблі                                |             |                  | 84                        | 24                        |

## Після Варшавського пакту

Розширення НАТО до та після краху комунізму в Центральній та Східній Європі

12 березня 1999 року до неї приєдналися Чехія, Угорщина та Польща долучилися до НАТО; Болгарія, Естонія, Латвія, Литва, Румунія і Словаччина приєдналися в березні 2004; Албанія приєдналася 1 квітня 2009 року.
Росія та деякі інші держави пострадянського простору приєдналися до Організації договору про колективну безпеку (ОДКБ) в 1992 році, або Шанхайської п'ятірки в 1996 році, яка була перейменована на Шанхайську організацію співробітництва (ШОС) після приєднання Узбекистану в 2001 році.
У листопаді 2005 року польський уряд відкрив свої архіви Варшавського пакту для Інституту національної пам'яті, який опублікував близько 1300 розсекречених документів у січні 2006 року, проте польський уряд зарезервував публікацію 100 документів, очікуючи їх військового розсекречення. Зрештою було опубліковано 30 із зарезервованих 100 документів; 70 залишилися засекреченими і неопублікованими. Серед опублікованих документів був план ядерної війни Варшавського пакту, Сім днів до річки Рейн – коротке, швидке вторгнення та захоплення Австрії, Данії, Німеччини та Нідерландів на схід від Рейну, використовуючи ядерну зброю після передбачуваного першого удару НАТО.

## Зауваження
1. ↑  Офіційно вийшла у вересні 1990 року.
2. ↑  Єдиний незалежний постійний нерадянський член Варшавського пакту, який звільнився від статусу радянського сателіта на початку 1960-х.[1][2]
3. ↑  Припинено підтримку в 1961 році через Радянсько-албанський розкол, але офіційно вийшла в 1968 році.

### Цитовані
- Adenauer, Konrad (1966a). Memorie 1945–1953 (італ.). Arnoldo Mondadori Editore. Архів оригіналу за 1 серпня 2013.
- Molotov, Vyacheslav (1954a). La conferenza di Berlino (італ.). Ed. di cultura sociale.
- Шаблон:Loc

### Інші мови
- Umbach, Frank (2005). Das rote Bündnis: Entwicklung und Zerfall des Warschauer Paktes 1955 bis 1991 (нім.). Berlin: Ch. Links Verlag. ISBN 978-3-86153-362-7.
- Wahl, Alfred (2007). La seconda vita del nazismo nella Germania del dopoguerra (італ.). Torino: Lindau. ISBN 978-88-7180-662-4. – Original Ed.: Wahl, Alfred (2006). La seconde histoire du nazisme dans l'Allemagne fédérale depuis 1945 (фр.). Paris: Armand Colin. ISBN 2-200-26844-0.

### Мемуари
- Adenauer, Konrad (1966b). Konrad Adenauer Memoirs 1945–53. Henry Regnery Company.
- Molotov, Vyacheslav (1954b). Statements at Berlin Conference of Foreign Ministers of U.S.S.R., France, Great Britain and U.S.A., January 25 – February 18, 1954. Foreign Languages Publishing House.

## Зовнішні посилання
- What was the Warsaw Pact?. North Atlantic Treaty Organization.
- The Woodrow Wilson Center Cold War International History Project's Warsaw Pact Document Collection
- Parallel History Project on Cooperative Security
- Library of Congress / Federal Research Division / Country Studies / Area Handbook Series / Soviet Union / Appendix C: The Warsaw Pact (1989)
- Map of Russia and the Warsaw Pact (omniatlas.com)
- Soviet Nuclear Weapons in Hungary 1961-1991
- The Warsaw Pact, 1955–1968. by Hugh Collins Embry. Contain extensive documentation of the Pacts first 13 years.
- Пивоваров Сергій, Спірін Євген. 33 роки тому розпався блок соцкраїн Варшавського договору на чолі з СРСР // «Бабель», 01.07.2024